# Annette Uphaus-Wehmeier
Annette Uphaus-Wehmeier (* 8. Juni 1955) ist eine deutsche Kommunikationswissenschaftlerin und Dozentin an der Universität Hamburg.

## Leben und Werk
Uphaus-Wehmeier studierte Kommunikationswissenschaften, Politikwissenschaft und Soziologie an der Universität Münster, wo sie 1982 promovierte. Danach arbeitete sie für die Deutsche Presse-Agentur, den Bundesverband Deutscher Zeitungsverleger und die Johanniter-Unfall-Hilfe. 2000 bis 2002 war sie Dozentin an der Universität Hamburg. 2002 wurde sie von der Fachhochschule Hannover (heute: Hochschule Hannover) zur Professorin für Public Relations und Kommunikation berufen. Sie blieb dort, bis sie 2011 wieder als Dozentin an die Universität Hamburg wechselte.
Neben ihrer akademischen Tätigkeit ist sie als Kommunikationsberaterin aktiv.

## Publikationen (Auswahl)
- Annette Uphaus-Wehmeier: Öffentlichkeitsarbeit in und von Netzwerken. In: Bildungsnetzwerke und regionale Bildungslandschaften. 2007, S. 247–255.
- Jörg Hengster, Annette Uphaus-Wehmeier (Hrsg.): 40 Jahre Johanniter-Unfall-Hilfe e. V: 1952-1992; das Jubiläum in Potsdam. Beta-Verl., Bonn 1992.
- Annette Uphaus-Wehmeier: Zum Nutzen und Vergnügen - Jugendzeitschriften des 18. Jahrhunderts: Ein Beitrag zur Kommunikationsgeschichte. Westfalen, Univ., Diss.--Münster, 1982. Saur, München 1984, ISBN 3-598-21295-X.